# Rafael Cortès i Aguiló
Rafael Cortès i Aguiló (Ciutat de Mallorca, 1875 – 1949) fou un prevere, compositor i organista. Va ser deixeble de B. Torre i N. Bonnin. S'ordenà l'any 1900 després d'haver estudiat al Seminari Conciliar de Sant Pere de Palma. Entre l'any 1930 i 1949 va ser l'organista de les parròquies de Sant Miquel i Sant Jaume de Palma.

## Obres
- Popule meus
- Tenebrae facta sunt
- Tradiderunt me
- Benedicta es tu
- Himno a Sant José (1908)
- Pare Nostre
- La Festa del Puig de Pollença